# Anomala mathildae
Anomala mathildae är en skalbaggsart som beskrevs av Machatschke 1972. Anomala mathildae ingår i släktet Anomala och familjen Rutelidae. Inga underarter finns listade i Catalogue of Life.